# Власовка (Оренбургская область)
Власовка — село в Переволоцком районе Оренбургской области в составе сельского поселения  Адамовский сельсовет.

## География
Находится на расстоянии примерно 17 километров по прямой на север от районного центра поселка Переволоцкий.

## Население
Население составляло 68 человек в 2002 году (84% русские),  23 по переписи 2010 года.